# زانگو
زانگو (انگلیسی: Zango) شرکت نرم‌افزار آمریکایی است، که در سال ۱۹۹۹ تأسیس شد.